# Mesabolivar paraensis
Mesabolivar paraensis är en spindelart som först beskrevs av Cândido Firmino de Mello-Leitão 1947.  
Mesabolivar paraensis ingår i släktet Mesabolivar och familjen dallerspindlar. Inga underarter finns listade i Catalogue of Life.